# Verrucoentomon yushuense
Verrucoentomon yushuense är en urinsektsart som beskrevs av Yin 1980. Verrucoentomon yushuense ingår i släktet Verrucoentomon och familjen lönntrevfotingar. Inga underarter finns listade i Catalogue of Life.